# Alberto Batistoni
Alberto Batistoni (San Giuliano Terme, 7 dicembre 1945) è un ex calciatore italiano, di ruolo difensore.

## Carriera
Crebbe nel Cuoiopelli, dopodiché nel 1966 approdò nella Fiorentina, ma non venne mai impiegato in prima squadra. La stagione successiva passò al Verona, società dove rimase per sei stagioni giocando per molte di queste in Serie A, categoria in cui esordì il 29 settembre 1968 in Napoli-Verona 1-1. Con la squadra veneta disputò quattro annate ad alto livello, mentre nelle ultime due viene lasciato un po' al di sotto nelle gerarchie.
Nel 1973 lasciò la città scaligera per trasferirsi alla Roma, inserito nell'operazione che vide Aldo Bet fare percorso inverso. Esordì in giallorosso il 1º ottobre dello stesso anno, in Roma-Bologna 2-1; nella capitale il difensore di origine pisana disputò tre stagioni con 69 presenze in campionato. Nell'estate del 1976, fu tra coloro che vennero sacrificati nell'ambito di un corposo ringiovanimento della rosa giallorossa; passò quindi al Cesena. Infine concluse la carriera allo Spezia, in Serie C. 
Durante la sua attività agonistica, non riuscì a realizzare nessuna rete.
A fine carriera, nel 1991 allenò il Cesena.